# Calle de Santo Domingo (Vitoria)
La calle de Santo Domingo es una vía pública de la ciudad española de Vitoria.

## Descripción
La calle, que discurre desde el cantón de Santa María, donde conecta con la calle de la Pintorería, hasta el portal de Arriaga, aparece descrita en la Guía de Vitoria (1901) de José Colá y Goiti con las siguientes palabras:

Calle de Santo Domingo.—Nombre primitivo, por cuanto solo se suprimió en 1887 el aditamento de Dentro. Diósele este título en el siglo XIII y antes era parte de la calle de la Puebla. Comienza en el cantón de Santa María y concluye en la calle del Portal de Arriaga.
(Colá y Goiti, 1901, p. 61)

Tras separarse de la calle de la Puebla, de la que formó parte, se ha conocido con diferentes títulos, entre los que se cuentan «barrio de la Calle de Dentro», «calle de Denttro», «calle de Santto Domingo de Adenttro», «vecindad de la Calle de Denttro», «calle de Santo Domingo de Dentro» y «calle de Santo Domingo Dentro». Todos ellos hacen referencia al ya desaparecido convento de Santo Domingo. El adverbio «dentro» lo perdió cuando otra calle, de nombre Santo Domingo Fuera y contigua a la actual, se integró en el portal de Arriaga.
Han tenido sede a lo largo de los años en Santo Domingo instituciones como el Jardín Maternal, la Cocina y Comedores de la Hermandad, la Peña Letona y la sociedad Danok-Lagunak. En la calle, que celebraba su propia festividad en honor a la patrona Virgen de la Esperanza, vivió el poeta y compositor Alfredo Donnay.